# Dendre Gentner
Dendre Gentner – amerykańska psycholog, profesor Northwestern University. Sformułowała tzw. teorię mapowania struktur (ang. structure-mapping theory). Znana jest przede wszystkim z badań nad rozumowaniem przez analogię. Jej zainteresowania badawcze obejmują również modele mentalne, problematykę związaną z językiem i myśleniem oraz nauką słów przez dzieci. W 2016 r. otrzymała Nagrodę Davida E. Rumelharta za wkład w rozwój teoretycznych podstaw ludzkiego poznania.

## Teoria mapowania struktur
Gentner przedstawiła teorię mapowania struktur w artykule z 1983 r. pod tytułem Structure-mapping: A theoretical framework for analogy opublikowanym w czasopiśmie Cognitive Science. Autorka wykazała, że warunkiem użycia analogii w sposób produktywny jest tzw. powielanie struktury, a więc dostrzeżenie pomiędzy strukturą problemu a strukturą analogiczną podobieństwa wyższego rzędu.

## Ważniejsze książki
- Mental models (1983) (współautor: A. L. Stevens)

## Ważniejsze artykuły
- Some interesting differences between nouns and verbs, Cognition and Brain Theory, 4, 1981, s. 161-178.
- Structure-mapping: A theoretical framework for analogy, Cognitive Science, 7(2), 1983, s. 155-170.
- The structure-mapping engine: Algorithm and examples, Artificial intelligence, 41(1), 1989, s. 1-63. (współautorzy: B. Falkenhainer, K. D. Forbus)